# Комарево (Плевенская область)
Комарево (болг. Комарево) — село в Болгарии. Находится в Плевенской области, входит в общину Долна-Митрополия. Население составляет 1 225 человек.

## Политическая ситуация
В местном кметстве Комарево, в состав которого входит Комарево, должность кмета (старосты) исполняет Радион Крыстев Тончев (коалиция в составе 3 партий: ВМРО — Болгарское национальное движение, Союз свободной демократии (ССД), ДА -Демократичен алианс за община Долна Митрополия, СЪЮЗ НА ДЕМОКРАТИЧНИТЕ СИЛИ) по результатам выборов правления кметства.
Кмет (мэр) общины Долна-Митрополия — Александр  Пенков Печеняков (Болгарская социалистическая партия (БСП)) по результатам выборов в правление общины.